# Centralia (Pennsylvania)
Centralia er en amerikansk by i staten Pennsylvania, der pga. affolkning er tæt på at være en spøgelsesby. Befolkningstallet er faldet fra over 1.000 i 1980 til 63 i 1990 til kun 5(2020) indbyggere som følge af en kulminebrand, der har brændt under byen siden 1962.

## Ekstern henvisning
- Wikimedia Commons har flere filer relateret til Centralia (Pennsylvania)